# Sarry (Marne)
Sarry is een gemeente in het Franse departement Marne (regio Grand Est). De plaats maakt deel uit van het arrondissement Châlons-en-Champagne. Sarry telde op 1 januari 2022 2.028 inwoners.

## Geografie
De oppervlakte van Sarry bedroeg op 1 januari 2022 20,01 vierkante kilometer; de bevolkingsdichtheid was toen 101,3 inwoners per km².

## Demografie
Onderstaande figuur toont het verloop van het inwonertal (bron: INSEE-tellingen).